# ほっといてくれ
「ほっといてくれ」は1983年9月1日に発売された郷ひろみ48作目のシングル。

## 収録曲
全作詞：阿久悠
1. ほっといてくれ（3分58秒）
  - 作曲・編曲：都倉俊一
2. SHEPHERD きざして（3分29秒）
  - 作曲・編曲：見岳章